# 高賜禮
高賜禮（？年—？年），字聞岑，河南開封府人，嘉慶十四年己巳恩科進士，任禮部清膳司郎中。